# Kuiànovo
Kuiànovo (en rus: Куяново) és un poble de l'óblast de Tomsk, a Rússia, que el 2021 tenia 392 habitants.
El 1926, hi havia 70 granges, i la majoria dels habitants eren d'origen rus. Forma part del consell del poble d'Uidànovo del districte de Zachulymsky del districte de Tomsk a Sibèria. El nom del poble prové de la paraula turca kuyan, ('llebre'). Hi havia una pineda on vivien llebres. No se sap gens qui va encunyar el nom ni quan, ni tampoc la data de creació.